# Kai Wiesinger

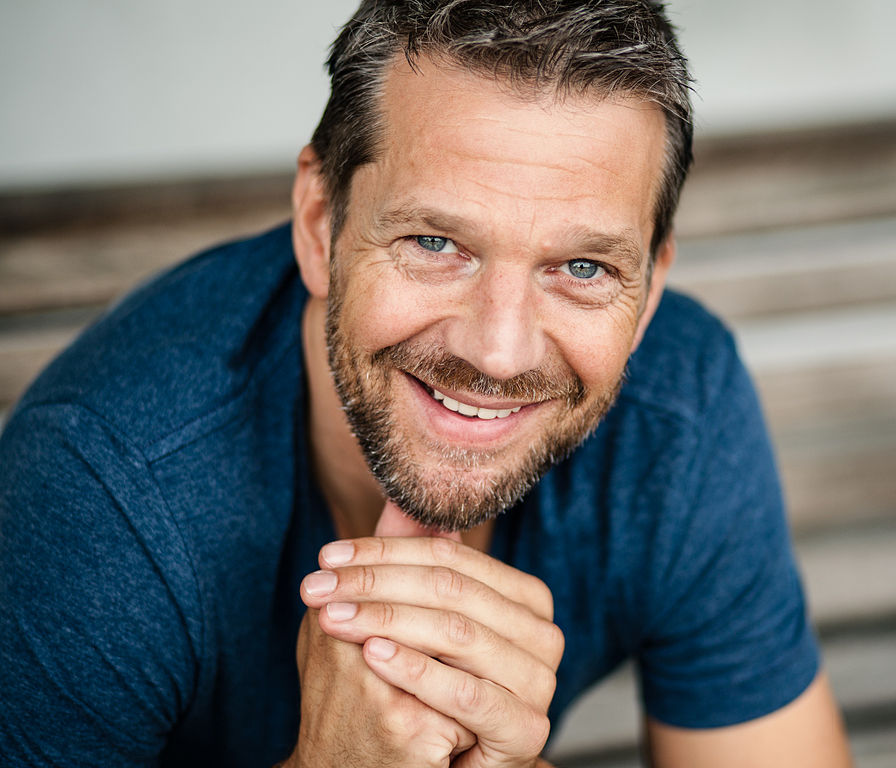
Kai Wiesinger, 2012

Kai Wiesinger (* 16. April 1966 in Hannover) ist ein deutscher Schauspieler, Regisseur, Drehbuchautor, Synchron- sowie Hörspielsprecher. Bekannt wurde er 1992 durch Sönke Wortmanns Filmkomödie Kleine Haie.

## Leben

### Ausbildung und Theater

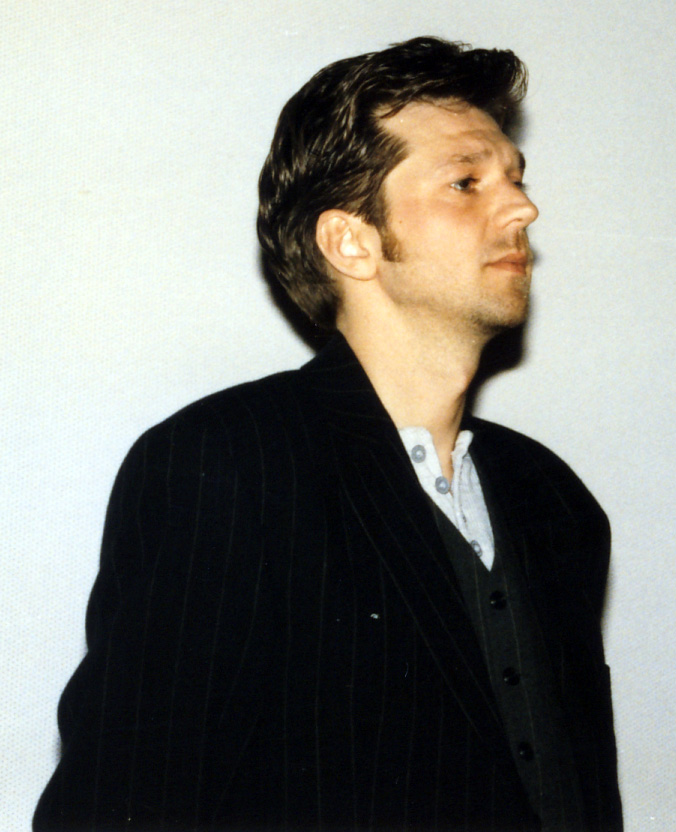
Kai Wiesinger, 1997

Kai Wiesinger, Sohn eines Journalistenpaares, nahm bereits als Jugendlicher in Hannover privaten Schauspielunterricht bei Günter Kütemeyer. Nach dem Zivildienst beim Roten Kreuz als Rettungssanitäter absolvierte er eine Schauspielausbildung in München.
Sein Theaterdebüt gab Wiesinger 1990 in München in einer Bühnenfassung von Harold und Maude als Harold. Weitere Engagements folgten am Bayerischen Staatsschauspiel und am Prinzregententheater.

### Film und Fernsehen
In den Jahren 1988 und 1989 war Wiesinger wiederholt in der ZDF-Fahndungssendung Aktenzeichen XY … ungelöst zu sehen und gab sein Fernsehdebüt. 1992 debütierte er als erfolgloser Schauspieler Johannes Scheffler in Sönke Wortmanns Filmkomödie Kleine Haie auf der Kinoleinwand und wurde für seine schauspielerische Leistung gemeinsam mit seinen Schauspielkollegen Jürgen Vogel und Gedeon Burkhard mit dem Bayerischen Filmpreis ausgezeichnet. Dem Genre der Komödie blieb er mit Filmen wie Sherry Hormanns Frauen sind was Wunderbares (1994), Sönke Wortmanns Der bewegte Mann (ebenfalls 1994) und Rainer Kaufmanns Stadtgespräch (1995) treu. Eine durchgehende Serienrolle hatte er 1993 als Toni Teuffel in der ARD-Fernsehserie Auf Achse.
1997 war Wiesinger an der Seite von Catherine Flemming als Graffiti-Künstler Simon in Dana Vávrovás Debüt als Filmregisseurin Hunger – Sehnsucht nach Liebe zu sehen und bekam dafür Bayerischen Filmpreis verliehen. Im selben Jahr verkörperte in dem Film Comedian Harmonists den Pianisten Erwin Bootz, wofür er ebenfalls mit einem Spezialpreis des Bayerischen Filmpreises geehrt wurde. Nachdem Wiesinger bereits in 14 Tage lebenslänglich als der zynisch-arrogante Staranwalt Konrad von Seidlitz überzeugen konnte und dafür mit einer Nominierung für den Deutschen Filmpreis und einem weiteren Bayerischen Filmpreis bedacht wurde, stand er 1999, abermals unter der Regie von Roland Suso Richter, für Nichts als die Wahrheit vor der Kamera. In dem vieldiskutierten Film spielte er, eingebettet in eine fiktive Story, den Strafverteidiger des von Götz George dargestellten KZ-Arztes Josef Mengele.
Bei seinen Arbeiten für das Fernsehen blieb Wiesinger ebenfalls zeitgeschichtlichen Stoffen verbunden und war in Großproduktionen wie Dresden und Die Gustloff zu sehen. 2008 spielte er eine der Hauptrollen in der Fernsehserie Die Anwälte um ein Hamburger Anwaltsbüro. Die Reihe wurde allerdings bereits nach Ausstrahlung der Auftaktfolge von RTL aufgrund schlechter Quoten wieder aus dem Programm gestrichen. Die ARD strahlte die acht Folgen von Die Anwälte daraufhin ab Oktober 2008 montags um 20:15 Uhr aus. 2009 übernahm er unter der Regie von Christian Theede die Rolle des Königs in dem Märchenfilm Der gestiefelte Kater der Fernsehreihe Sechs auf einen Streich. 2014 verkörperte er in Thomas Schadts dokumentarischen Fernsehfilm Der Rücktritt die Rolle des zehnten deutschen Bundespräsidenten Christian Wulff, was ihm den Bayerischen Fernsehpreis als bester Schauspieler in der Kategorie Fernsehfilm einbrachte.

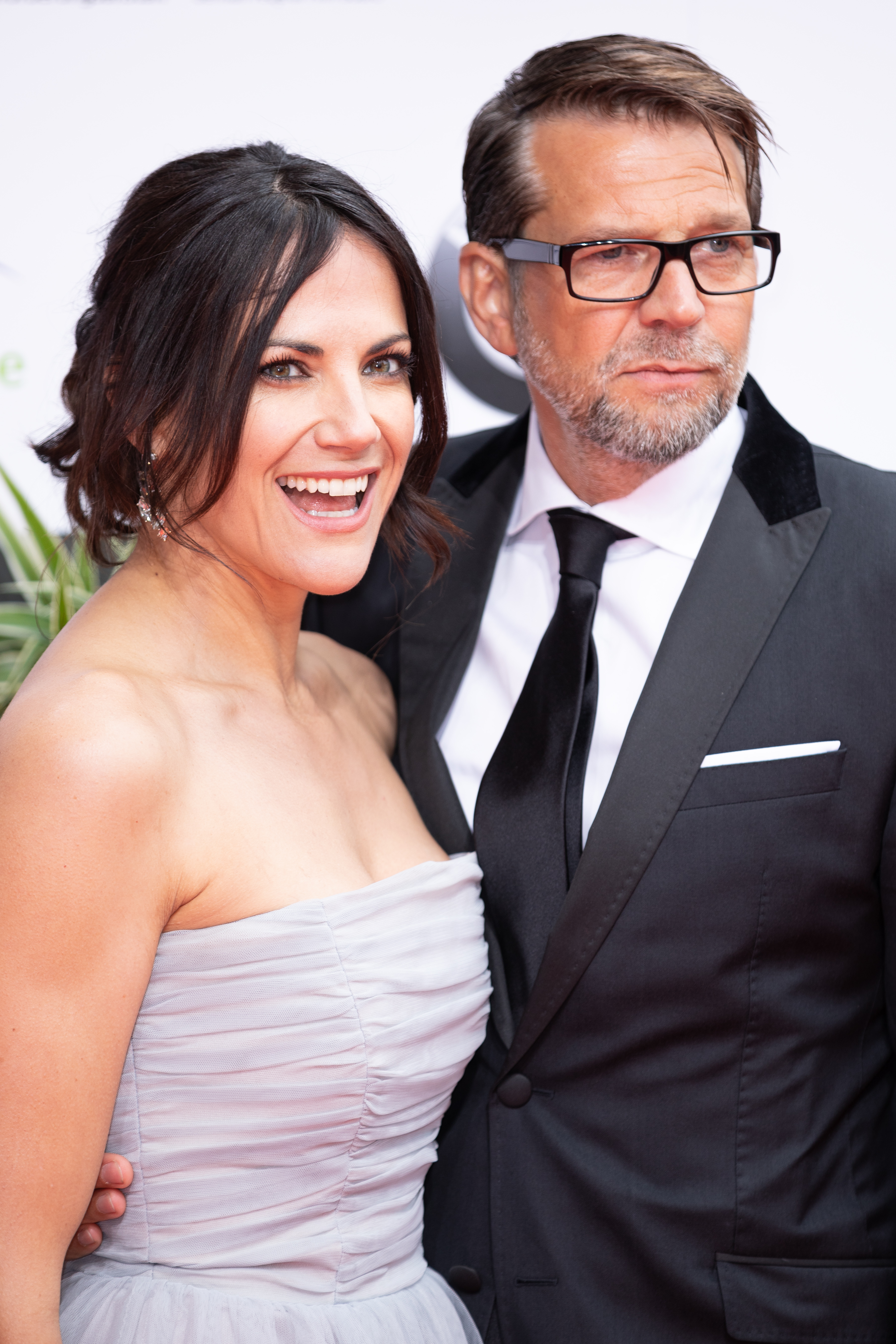
Kai Wiesinger mit seiner Lebensgefährtin Bettina Zimmermann bei der Verleihung des Deutschen Filmpreises 2019

In der selbstentwickelten Webserie Der Lack ist ab spielt er seit 2015 neben seiner Lebensgefährtin Bettina Zimmermann die Hauptrolle und gab mit der Produktion auch sein Regiedebüt. Die Comedy-Serie finanziert sich zu großen Teilen durch Produkt- und Markenwerbung. Seit Februar 2022 ist er auf dem ARD-Sendeplatz „Der Donnerstagskrimi im Ersten“ in der Titelrolle des Dr. Felix Hoffmann der Fernsehreihe Dr. Hoffmann zu sehen.
Wiesinger betätigt sich neben seiner Arbeit vor der Kamera auch als Synchron- und Hörspielsprecher; unter anderem lieh er 1999 seine Stimme dem kanadischen Schauspieler Dave Foley in dem Animationsfilm Das große Krabbeln. 2005 war er neben seiner damaligen Ehefrau Chantal de Freitas in der Hörspielserie Bibi Blocksberg in der 83. Folge Die Klassenreise zu hören.

### Sonstiges
Der Bekleidungshauskette Peek & Cloppenburg und der Modemarke Baldessarini stand Wiesinger Anfang der 2000er Jahre in Anzeigenkampagnen als Dressman für Herrenmode zur Verfügung. 2004 wurde ihm in der Kategorie Best dressed man im Rahmen der Wahl der „Männer des Jahres“ vom Männermagazin GQ der Sonderpreis der Redaktion verliehen.
Wiesinger ist Mitglied der Deutschen Filmakademie.

### Privates
Kai Wiesinger war mit der Schauspielerin Chantal de Freitas, die er 1995 bei den gemeinsamen Dreharbeiten zu Der Leihmann kennengelernt hatte, von 1998 bis zu ihrem Tod im Jahre 2013 verheiratet. Das Paar hat zwei Töchter und trennte sich im Januar 2012. Im Februar 2014 auf der Berlinale bekannte Wiesinger sich zu seiner neuen Lebensgefährtin, der deutschen Schauspielerin Bettina Zimmermann. Das erste gemeinsame Kind der beiden kam Ende Dezember 2015 zur Welt.

## Filmografie

### Kinofilme
- 1992: Kleine Haie
- 1992: Die Distel
- 1994: Backbeat
- 1994: Frauen sind was Wunderbares
- 1994: Der bewegte Mann
- 1995: Der Leihmann
- 1995: Stadtgespräch
- 1995: Pakten
- 1996: Honigmond
- 1997: 14 Tage lebenslänglich
- 1997: Still Movin’
- 1997: Hunger – Sehnsucht nach Liebe
- 1997: Comedian Harmonists
- 1999: Nichts als die Wahrheit
- 2000: Highway Society
- 2001: Emil und die Detektive
- 2001: Leo und Claire
- 2002: Poppitz
- 2002: Fallen Angels
- 2003: Der zehnte Sommer
- 2004: Honey Baby
- 2008: Unschuld
- 2008: Darum
- 2011: Wunderkinder
- 2016: Gut zu Vögeln
- 2017: Lucky Loser – Ein Sommer in der Bredouille
- 2020: Takeover – Voll Vertauscht
- 2021: Nahschuss

### Fernsehfilme
- 1995: Greenhorn
- 1998: Das große Krabbeln
- 1998: Terror in the Mall
- 2000: Antonia – Zwischen Liebe und Macht (Teil 1)
- 2001: Antonia – Zwischen Liebe und Macht (Teil 2)
- 2001: Mord im Orient-Express
- 2002: Dracula
- 2003: Antonia – Tränen im Paradies (Teil 3)
- 2003: Fahrerflucht
- 2004: Hunger auf Leben
- 2005: Willkommen daheim
- 2006: Dresden
- 2006: Liebe nach Rezept
- 2007: Unter Mordverdacht – Ich kämpfe um uns
- 2008: Die Gustloff
- 2009: Der gestiefelte Kater
- 2009: Liebling, weck die Hühner auf
- 2010: Gier (Zweiteiler)
- 2010: Die Jagd nach der Heiligen Lanze
- 2010: Bis nichts mehr bleibt
- 2011: Restrisiko
- 2012: Flirtcamp
- 2012: Die Jagd nach dem Bernsteinzimmer
- 2012: Mit geradem Rücken
- 2013: Der Tote im Eis
- 2013: Der Rücktritt
- 2017: Die Konfirmation
- 2021: Horst Lichters Traumrouten – Über die Alpen
- 2022: Dr. Hoffmann – Die russische Spende (ARD)

### Fernsehserien und -reihen
- 1988, 1989: Aktenzeichen XY … ungelöst (verschiedene Rollen, 2 Folgen)
- 1993: Die Abenteuer des jungen Indiana Jones (Folge Paris, May 1919)
- 1993: Auf Achse (7 Folgen)
- 2005: Tatort: Der Frauenflüsterer
- 2006: Stolberg (Folge Hexenjagd)
- 2007: Die Anwälte (8 Folgen)
- 2009: Ein starkes Team: Geschlechterkrieg
- 2010: Nachtschicht – Das tote Mädchen
- 2011: Ein Fall für zwei (Folge Schicksal)
- 2012: Tatort: Die Ballade von Cenk und Valerie
- seit 2015: Der Lack ist ab
- 2019: Der Zürich-Krimi: Borchert und die mörderische Gier
- 2020: Kroymann (Satiresendung, Special – Die Entgiftung)
- 2021: Tatort: Der Herr des Waldes
- 2021: Sarah Kohr – Stiller Tod
- 2022: Du sollst hören
- 2023: Familie Anders: Zwei sind einer zu viel
- 2024: Das Traumschiff: Argentinien

### Synchronrollen
- 1999: Dave Foley als Flik in Das große Krabbeln
- 1999: Dave Foley als Flik in Toy Story 2
- 1999: Rob Lowe als Nummer 2 (jung) in Austin Powers – Spion in geheimer Missionarsstellung
- 2001: Steve Zahn als Archie, der Bär in Dr. Dolittle 2
- 2015: Kyle MacLachlan als Vater in Alles steht Kopf

## Auszeichnungen
- 1992: Bayerischer Filmpreis für Kleine Haie (Kategorie: Bester Darsteller)
- 1997: Nominierung für den Deutschen Filmpreis als Bester Hauptdarsteller für 14 Tage lebenslänglich
- 1997: Bayerischer Filmpreis für 14 Tage lebenslänglich und Hunger – Sehnsucht nach Liebe (Kategorie: Bester Darsteller)
- 1997: Bayerischer Filmpreis als Ensemblemitglied für Comedian Harmonists (Kategorie: Sonderpreis)
- 2014: Bayerischer Fernsehpreis als bester Schauspieler in der Kategorie Fernsehfilm für seine Rolle in Der Rücktritt (Sat.1)